# Villons-les-Buissons
Villons-les-Buissons è un comune francese di 716 abitanti situato nel dipartimento del Calvados nella regione della Normandia.

## Società

### Evoluzione demografica
Abitanti censiti